# Copa del Generalísimo de fútbol 1967-68
La Copa del Generalísimo de fútbol 1967-68 fue la edición número 64 de dicha competición española. Contó con la participación de 48 equipos y lo ganó el F. C. Barcelona, siendo el 16.º título de copa obtenido por el equipo catalán.

## Equipos participantes
La competición de la temporada 1967-68 contó con la participación de los 16 equipos de la Primera división, y de los 38 equipos de Segunda división.
En la ronda previa se enfrentaron los equipos de los dos grupos Segunda división, cada uno contra un equipo del otro grupo.

## Ronda previa

### Cuadro
| Equipo 1                          | Agr. | Equipo 2                   | Ida | Vuelta | 3er partido |
| --------------------------------- | ---- | -------------------------- | --- | ------ | ----------- |
| Real Oviedo C. F.                 | 5-5  | R. C. Recreativo de Huelva | 3-2 | 1-2    | 1-1         |
| Levante U. D.                     | 2-5  | C. F. Badalona             | 2-1 | 0-4    |             |
| Xerez C. D.                       | 5-4  | U. D. Lérida               | 3-0 | 0-3    | 2-1         |
| Granada C. F.                     | 4-5  | U. P. Langreo              | 2-2 | 2-2    | 0-1         |
| R. S. Gimnástica de Torrelavega   | 5-4  | C. D. Mestalla             | 0-1 | 2-1    | 3-2         |
| C. D. Europa                      | 5-4  | Real Jaén C. F.            | 4-0 | 0-4    | 1-0         |
| C. D. Alcoyano                    | 2-0  | Burgos C. F.               | 2-0 | 0-0    |             |
| R. C. D. Coruña                   | 2-4  | Hércules C. F.             | 1-3 | 1-1    |             |
| C. D. Constancia                  | 2-10 | Real Valladolid Deportivo  | 2-2 | 0-8    |             |
| R. C. Celta de Vigo               | 4-0  | R. C. D. Mallorca          | 3-0 | 1-0    |             |
| C. D. Castellón                   | 3-2  | C. Atlético Osasuna        | 3-1 | 0-1    |             |
| C. F. Calvo Sotelo de Puertollano | 3-0  | Club Ferrol                | 1-0 | 2-0    |             |
| Cádiz C. F.                       | 2-5  | Real Gijón                 | 2-1 | 0-4    |             |
| C. D. Badajoz                     | 4-3  | Real Murcia C. F.          | 4-2 | 0-1    |             |
| A. D. Rayo Vallecano              | 3-2  | C. D. Tenerife             | 3-1 | 0-1    |             |
| C. Atlético de Ceuta              | 2-4  | Real Santander S. D.       | 1-2 | 1-2    |             |

### Partidos
| Ida; 01 de octubre de 1967 | Real Oviedo C. F. | 3:2 | R. C. Recreativo de Huelva |  |  |

| Vuelta; 22 de octubre de 1967 | R. C. Recreativo de Huelva | 2:1 | Real Oviedo C. F. |  |  |

| Desempate; 19 de marzo de 1968 | Real Oviedo C. F. | 1:1 (Global 5:5) | R. C. Recreativo de Huelva |  |  |

| Ida; 01 de octubre de 1967 | Levante U. D. | 2:1 | C. F. Badalona |  |  |

| Vuelta; 22 de octubre de 1967 | C. F. Badalona | 4:0 (Global 5:2) | Levante U. D. |  |  |

| Ida; 01 de octubre de 1967 | Xerez C. D. | 3:0 | U. D. Lérida |  |  |

| Vuelta; 22 de octubre de 1967 | U. D. Lérida | 3:0 | Xerez C. D. |  |  |

| Desempate; 12 de diciembre de 1967 | Xerez C. D. | 2:1 (Global 5:4) | U. D. Lérida |  |  |

| Ida; 01 de octubre de 1967 | Granada C. F. | 2:2 | U. P. Langreo |  |  |

| Vuelta; 22 de octubre de 1967 | U. P. Langreo | 2:2 | Granada C. F. |  |  |

| Desempate; 14 de noviembre de 1967 | Granada C. F. | 0:1 (Global 4:5) | U. P. Langreo |  |  |

| Ida; 01 de octubre de 1967 | R. S. Gimnástica de Torrelavega | 0:1 | C. D. Mestalla |  |  |

| Vuelta; 22 de octubre de 1967 | C. D. Mestalla | 1:2 | R. S. Gimnástica de Torrelavega |  |  |

| Desempate; 21 de diciembre de 1967 | R. S. Gimnástica de Torrelavega | 3:2 (Global 5:4) | C. D. Mestalla |  |  |

| Ida; 01 de octubre de 1967 | C. D. Europa | 4:0 | Real Jaén C. F. |  |  |

| Vuelta; 22 de octubre de 1967 | Real Jaén C. F. | 4:0 | C. D. Europa |  |  |

| Desempate; 08 de diciembre de 1967 | C. D. Europa | 1:0 (Global 5:4) | Real Jaén C. F. |  |  |

| Ida; 01 de octubre de 1967 | C. D. Alcoyano | 2:0 | Burgos C. F. |  |  |

| Vuelta; 22 de octubre de 1967 | Burgos C. F. | 0:0 (Global 0:2) | C. D. Alcoyano |  |  |

| Ida; 01 de octubre de 1967 | R. C. D. Coruña | 1:3 | Hércules C. F. |  |  |

| Vuelta; 22 de octubre de 1967 | Hércules C. F. | 1:1 (Global 4:2) | R. C. D. Coruña |  |  |

| Ida; 01 de octubre de 1967 | C. D. Constancia | 2:2 | Real Valladolid Deportivo |  |  |

| Vuelta; 22 de octubre de 1967 | Real Valladolid Deportivo | 8:0 (Global 10:2) | C. D. Constancia |  |  |

| Ida; 01 de octubre de 1967 | R. C. Celta de Vigo | 3:0 | R. C. D. Mallorca |  |  |

| Vuelta; 22 de octubre de 1967 | R. C. D. Mallorca | 0:1 (Global 0:4) | R. C. Celta de Vigo |  |  |

| Ida; 01 de octubre de 1967 | C. D. Castellón | 3:1 | C. Atlético Osasuna |  |  |

| Vuelta; 22 de octubre de 1967 | C. Atlético Osasuna | 1:0 (Global 2:3) | C. D. Castellón |  |  |

| Ida; 01 de octubre de 1967 | C. F. Calvo Sotelo de Puertollano | 1:0 | Club Ferrol |  |  |

| Vuelta; 22 de octubre de 1967 | Club Ferrol | 0:2 (Global 0:3) | C. F. Calvo Sotelo de Puertollano |  |  |

| Ida; 01 de octubre de 1967 | Cádiz C. F. | 2:1 | Real Gijón |  |  |

| Vuelta; 22 de octubre de 1967 | Real Gijón | 4:0 (Global 5:2) | Cádiz C. F. |  |  |

| Ida; 01 de octubre de 1967 | C. D. Badajoz | 4:2 | Real Murcia C. F. |  |  |

| Vuelta; 22 de octubre de 1967 | Real Murcia C. F. | 1:0 (Global 3:4) | C. D. Badajoz |  |  |

| Ida; 01 de octubre de 1967 | A. D. Rayo Vallecano | 3:1 | C. D. Tenerife |  |  |

| Vuelta; 22 de octubre de 1967 | C. D. Tenerife | 1:0 (Global 2:3) | A. D. Rayo Vallecano |  |  |

| Ida; 01 de octubre de 1967 | C. Atlético de Ceuta | 1:2 | Real Santander S. D. |  |  |

| Vuelta; 22 de octubre de 1967 | Real Santander S. D. | 2:1 (Global 4:2) | C. Atlético de Ceuta |  |  |

## Dieciseisavos de final

### Cuadro
| Equipo 1                   | Agr. | Equipo 2                          | Ida | Vuelta | 3er partido |
| -------------------------- | ---- | --------------------------------- | --- | ------ | ----------- |
| Xerez C. D.                | 2-3  | C. D. Sabadell C. F.              | 2-0 | 0-3    |             |
| Real Madrid C. F.          | 3-0  | C. F. Calvo Sotelo de Puertollano | 2-0 | 1-0    |             |
| Valencia C. F.             | 6-0  | R. S. Gimnástica de Torrelavega   | 5-0 | 1-0    |             |
| C. Atlético de Bilbao      | 5-1  | C. D. Alcoyano                    | 1-0 | 4-1    |             |
| C. D. Badajoz              | 2-5  | Elche C. F.                       | 0-1 | 2-4    |             |
| C. F. Badalona             | 4-6  | Real Betis Balompié               | 2-3 | 1-0    | 1-3         |
| C. D. Málaga               | 2-0  | C. D. Castellón                   | 1-0 | 1-0    |             |
| Real Zaragoza C. D.        | 4-0  | C. D. Europa                      | 3-0 | 1-0    |             |
| Hércules C. F.             | 2-4  | R. C. D. Español                  | 0-0 | 2-4    |             |
| R. C. Celta de Vigo        | 3-1  | Córdoba C. F.                     | 1-1 | 2-0    |             |
| U. P. Langreo              | 2-10 | U. D. Las Palmas                  | 1-4 | 1-6    |             |
| R. C. Recreativo de Huelva | 2-3  | Pontevedra C. F.                  | 2-0 | 0-3    |             |
| Real Santander S. D.       | 1-4  | Real Sociedad de F.               | 0-1 | 1-3    |             |
| Sevilla C. F.              | 7-4  | A. D. Rayo Vallecano              | 7-3 | 0-1    |             |
| Real Valladolid Deportivo  | 3-6  | C. Atlético de Madrid             | 0-3 | 3-3    |             |
| C. F. Barcelona            | 5-2  | Real Gijón                        | 5-0 | 0-2    |             |

### Partidos
| Ida; 05 de mayo de 1968 | Xerez C. D. | 2:0 | C. D. Sabadell C. F. |  |  |

| Vuelta; 19 de mayo de 1968 | C. D. Sabadell C. F. | 3:0 (Global 3:2) | Xerez C. D. |  |  |

| Ida; 11 de mayo de 1968 | Real Madrid C. F. | 2:0 | C. F. Calvo Sotelo de Puertollano |  |  |

| Vuelta; 19 de mayo de 1968 | C. F. Calvo Sotelo de Puertollano | 0:1 (Global 0:3) | Real Madrid C. F. |  |  |

| Ida; 11 de mayo de 1968 | Valencia C. F. | 5:0 | R. S. Gimnástica de Torrelavega |  |  |

| Vuelta; 19 de mayo de 1968 | R. S. Gimnástica de Torrelavega | 0:1 (Global 0:6) | Valencia C. F. |  |  |

| Ida; 12 de mayo de 1968 | C. Atlético de Bilbao | 1:0 | C. D. Alcoyano |  |  |

| Vuelta; 19 de mayo de 1968 | C. D. Alcoyano | 1:4 (Global 1:5) | C. Atlético de Bilbao |  |  |

| Ida; 12 de mayo de 1968 | C. D. Badajoz | 0:1 | Elche C. F. |  |  |

| Vuelta; 19 de mayo de 1968 | Elche C. F. | 4:2 (Global 5:2) | C. D. Badajoz |  |  |

| Ida; 12 de mayo de 1968 | C. F. Badalona | 2:3 | Real Betis Balompié |  |  |

| Vuelta; 18 de mayo de 1968 | Real Betis Balompié | 0:1 | C. F. Badalona |  |  |

| Desempate; 21 de mayo de 1968 | C. F. Badalona | 1:3 (Global 4:6) | Real Betis Balompié |  |  |

| Ida; 12 de mayo de 1968 | C. D. Málaga | 1:0 | C. D. Castellón |  |  |

| Vuelta; 19 de mayo de 1968 | C. D. Castellón | 0:1 (Global 0:2) | C. D. Málaga |  |  |

| Ida; 12 de mayo de 1968 | Real Zaragoza C. D. | 3:0 | C. D. Europa |  |  |

| Vuelta; 18 de mayo de 1968 | C. D. Europa | 0:1 (Global 0:4) | Real Zaragoza C. D. |  |  |

| Ida; 12 de mayo de 1968 | Hércules C. F. | 0:0 | R. C. D. Español |  |  |

| Vuelta; 19 de mayo de 1968 | R. C. D. Español | 4:2 (Global 4:2) | Hércules C. F. |  |  |

| Ida; 12 de mayo de 1968 | R. C. Celta de Vigo | 1:1 | Córdoba C. F. |  |  |

| Vuelta; 19 de mayo de 1968 | Córdoba C. F. | 0:2 (Global 1:3) | R. C. Celta de Vigo |  |  |

| Ida; 12 de mayo de 1968 | U. P. Langreo | 1:4 | U. D. Las Palmas |  |  |

| Vuelta; 19 de mayo de 1968 | U. D. Las Palmas | 6:1 (Global 10:2) | U. P. Langreo |  |  |

| Ida; 12 de mayo de 1968 | R. C. Recreativo de Huelva | 2:0 | Pontevedra C. F. |  |  |

| Vuelta; 19 de mayo de 1968 | Pontevedra C. F. | 3:0 (Global 3:2) | R. C. Recreativo de Huelva |  |  |

| Ida; 12 de mayo de 1968 | Real Santander S. D. | 0:1 | Real Sociedad de F. |  |  |

| Vuelta; 19 de mayo de 1968 | Real Sociedad de F. | 3:1 (Global 4:1) | Real Santander S. D. |  |  |

| Ida; 12 de mayo de 1968 | Sevilla C. F. | 7:3 | A. D. Rayo Vallecano |  |  |

| Vuelta; 19 de mayo de 1968 | A. D. Rayo Vallecano | 1:0 (Global 4:7) | Sevilla C. F. |  |  |

| Ida; 12 de mayo de 1968 | Real Valladolid Deportivo | 0:3 | C. Atlético de Madrid |  |  |

| Vuelta; 19 de mayo de 1968 | C. Atlético de Madrid | 3:3 (Global 6:3) | Real Valladolid Deportivo |  |  |

| Ida; 12 de mayo de 1968 | C. F. Barcelona | 5:0 | Real Gijón |  |  |

| Vuelta; 19 de mayo de 1968 | Real Gijón | 2:0 (Global 2:5) | C. F. Barcelona |  |  |

## Octavos de final

### Cuadro
| Equipo 1              | Agr. | Equipo 2              | Ida | Vuelta |
| --------------------- | ---- | --------------------- | --- | ------ |
| Elche C. F.           | 2-0  | C. D. Málaga          | 1-0 | 1-0    |
| Real Betis Balompié   | 1-2  | C. Atlético de Madrid | 0-0 | 1-2    |
| R. C. D. Español      | 1-2  | Valencia C. F.        | 1-0 | 0-2    |
| C. D. Sabadell C. F.  | 1-5  | Real Zaragoza C. D.   | 0-0 | 1-5    |
| Pontevedra C. F.      | 1-2  | R. C. Celta de Vigo   | 0-0 | 1-2    |
| Real Madrid C. F.     | 5-3  | Sevilla C. F.         | 1-0 | 4-3    |
| C. Atlético de Bilbao | 6-2  | U. D. Las Palmas      | 6-0 | 0-2    |
| Real Sociedad de F.   | 1-8  | C. F. Barcelona       | 0-2 | 1-6    |

### Partidos
| Ida; 25 de mayo de 1968 | Elche C. F. | 1:0 | C. D. Málaga |  |  |

| Vuelta; 01 de junio de 1968 | C. D. Málaga | 0:1 (Global 0:2) | Elche C. F. |  |  |

| Ida; 25 de mayo de 1968 | Real Betis Balompié | 0:0 | C. Atlético de Madrid |  |  |

| Vuelta; 02 de junio de 1968 | C. Atlético de Madrid | 2:1 (Global 2:1) | Real Betis Balompié |  |  |

| Ida; 25 de mayo de 1968 | R. C. D. Español | 1:0 | Valencia C. F. |  |  |

| Vuelta; 01 de junio de 1968 | Valencia C. F. | 2:0 (Global 2:1) | R. C. D. Español |  |  |

| Ida; 26 de mayo de 1968 | C. D. Sabadell C. F. | 0:0 | Real Zaragoza C. D. |  |  |

| Vuelta; 02 de junio de 1968 | Real Zaragoza C. D. | 5:1 (Global 5:1) | C. D. Sabadell C. F. |  |  |

| Ida; 26 de mayo de 1968 | Pontevedra C. F. | 0:0 | R. C. Celta de Vigo |  |  |

| Vuelta; 02 de junio de 1968 | R. C. Celta de Vigo | 2:1 (Global 2:1) | Pontevedra C. F. |  |  |

| Ida; 26 de mayo de 1968 | Real Madrid C. F. | 1:0 | Sevilla C. F. |  |  |

| Vuelta; 01 de junio de 1968 | Sevilla C. F. | 3:4 (Global 3:5) | Real Madrid C. F. |  |  |

| Ida; 26 de mayo de 1968 | C. Atlético de Bilbao | 6:0 | U. D. Las Palmas |  |  |

| Vuelta; 02 de junio de 1968 | U. D. Las Palmas | 2:0 (Global 2:6) | C. Atlético de Bilbao |  |  |

| Ida; 26 de mayo de 1968 | Real Sociedad de F. | 0:2 | C. F. Barcelona |  |  |

| Vuelta; 31 de mayo de 1968 | C. F. Barcelona | 6:1 (Global 8:1) | Real Sociedad de F. |  |  |

## Cuartos de final

### Cuadro
| Equipo 1              | Agr. | Equipo 2              | Ida | Vuelta | 3er partido |
| --------------------- | ---- | --------------------- | --- | ------ | ----------- |
| C. F. Barcelona       | 3-1  | C. Atlético de Bilbao | 3-1 | 0-0    |             |
| C. Atlético de Madrid | 4-2  | Valencia C. F.        | 1-0 | 3-2    |             |
| Elche C. F.           | 4-5  | R. C. Celta de Vigo   | 3-0 | 0-3    | 1-2         |
| Real Zaragoza C. D.   | 3-4  | Real Madrid C. F.     | 3-2 | 0-2    |             |

### Partidos
| Ida; 08 de junio de 1968 | C. F. Barcelona | 3:1 | C. Atlético de Bilbao |  |  |

| Vuelta; 15 de junio de 1968 | C. Atlético de Bilbao | 0:0 (Global 1:3) | C. F. Barcelona |  |  |

| Ida; 09 de junio de 1968 | C. Atlético de Madrid | 1:0 | Valencia C. F. |  |  |

| Vuelta; 15 de junio de 1968 | Valencia C. F. | 2:3 (Global 2:4) | C. Atlético de Madrid |  |  |

| Ida; 09 de junio de 1968 | Elche C. F. | 3:0 | R. C. Celta de Vigo |  |  |

| Vuelta; 16 de junio de 1968 | R. C. Celta de Vigo | 3:0 | Elche C. F. |  |  |

| Desempate; 18 de junio de 1968 | Elche C. F. | 1:2 (Global 4:5) | R. C. Celta de Vigo |  |  |

| Ida; 09 de junio de 1968 | Real Zaragoza C. D. | 3:2 | Real Madrid C. F. |  |  |

| Vuelta; 15 de junio de 1968 | Real Madrid C. F. | 2:0 (Global 4:3) | Real Zaragoza C. D. |  |  |

## Semifinales

### Cuadro
| Equipo 1              | Agr. | Equipo 2          | Ida | Vuelta |
| --------------------- | ---- | ----------------- | --- | ------ |
| C. Atlético de Madrid | 2-3  | C. F. Barcelona   | 1-0 | 1-3    |
| R. C. Celta de Vigo   | 3-5  | Real Madrid C. F. | 3-2 | 0-3    |

### Partidos
| Ida; 23 de junio de 1968 | C. Atlético de Madrid | 1:0 | C. F. Barcelona |  |  |

| Vuelta; 28 de junio de 1968 | C. F. Barcelona | 3:1 (Global 3:2) | C. Atlético de Madrid |  |  |

| Ida; 23 de junio de 1968 | R. C. Celta de Vigo | 3:2 | Real Madrid C. F. |  |  |

| Vuelta; 01 de julio de 1968 | Real Madrid C. F. | 3:0 (Global 5:3) | R. C. Celta de Vigo |  |  |

## Final
La final de la Copa del Generalísimo 1967-68 tuvo lugar el 11 de julio de 1968 en el estadio Santiago Bernabéu de Madrid.
| Jueves 11 de julio de 1968, 21:00 | C. F. Barcelona     | 1:0 | Real Madrid C. F. | Estadio Santiago Bernabéu, Madrid                         |                                                           |
|                                   | Zunzunegui (pp.) 6' |     |                   | Asistencia: 100 000 espectadores Árbitro(s): Antonio Rigo | Asistencia: 100 000 espectadores Árbitro(s): Antonio Rigo |

|                         |
| Campeón C. F. Barcelona |
| 16.° título             |